# Pic Dege
Le pic Dege, en anglais Dege Peak, est une montagne appartenant à la chaîne des Cascades au centre de l'État de Washington. Situé au nord du mont Rainier, elle se trouve dans le parc national du mont Rainier.

## Géographie
Le pic Dege est une des plus hautes montagnes situées à l’intérieur du parc national du mont Rainier. Localisée juste au nord de l’imposant mont Rainier, elle culmine à 2 135 m d’altitude. De son sommet, il est également possible de voir le mont Adams,.